# Palatul Neumann din Arad

Palatul Neuman este un edificiu situat pe bulevardul Revoluției, în municipiul Arad. A fost construit între anii 1891-1892 la comanda familiei de industriași Neuman. 
Clădirea eclectică cu două etaje are trei porți spre trei străzi, mai multe case ale scărilor cu o bogată ornamentație de fier forjat. În aripa dinspre bulevardul Revoluției funcționează o facultate a Universității de Vest „Vasile Goldiș”, având o aulă de 200 de locuri, inițial sală de baluri. Deasupra fațadei clădirii se află blazonul familiei Neuman.